# Parusta xanthops
Parusta xanthops är en fjärilsart som beskrevs av Rothschild 1907. Parusta xanthops ingår i släktet Parusta och familjen påfågelsspinnare. Inga underarter finns listade i Catalogue of Life.